# Most kod Beške
Most kod Beške preko Dunava je sagrađen u okviru projekta auto-puta Beograd—Novi Sad—Subotica. 
Ukupna dužina mosta je 2.205 m, a širina 14,4 m. Most ima tri trake za drumski saobraćaj (pun profil za jednu stranu auto-puta) i dve pešačke staze širine 1,7 m.
Usled velike razlike u nadmorskoj visini leve i desne obale Dunava, most je dizajniran sa nagibom od 2,3% što je ujedno i najveći nagib na auto-putu. Tokom srednjeg vodostaja on se uzdiže 51 m iznad Dunava.
Glavni dizajner mosta je bio Branko Žeželj, a izgradila ga je Mostogradnja između 1971—1975.
Most se nalazi u blizini mesta Beška po čemu je i dobio naziv. 
Investitor je bio SIZ za puteve Vojvodine.
Bombardovan je dva puta i delimično uništen tokom NATO bombardovanja Srbije 1. aprila i 21. aprila 1999, ali je popravljen ubrzo nakon završetka bombardovanja i ponovo otvoren 19. jula 1999. jer je važan deo auto-puta E75.
Dana 3. oktobra 2011. je otvoren i drugi most kod Beške i time je posle skoro 20 godina završen auto-put Beograd—Novi Sad—Subotica

## Spoljašnje veze
- YU-build Tehnički detalji mosta (na engleskom)